# Chickenfoot
 Chickenfoot  je americká hardrocková kapela, která vznikla v roce 2008. Je považovaná za superskupinu, protože všichni čtyři členové byli nebo jsou součástí známých kapel (i když Joe Satriani je známý spíš jako sólový umělec): zpěvák Sammy Hagar (ex-Van Halen a Montrose), basista Michael Anthony (ex-Van Halen), kytarista Joe Satriani a bubeník Chad Smith (Red Hot Chili Peppers), díky nabitému programu Chada Smithe se v roce 2011 připojil ke skupině Kenny Aronoff jako hostující bubeník hrající na tour. Ačkoliv skupina zůstává pohromadě, v červnu 2016 Smith oznámil, že silně pochybuje o tom, že skupina bude koncertovat nebo nahrávat někdy znovu, a to hlavně kvůli nabitému programu každého člena.
Skupina vydala dvě studiová alba, jedno album z živého vystoupení a jeden box set.
Symbol a jméno kapely odkazují na mírový symbol a znak stopy amerického kuřete, ačkoliv basista Michael Anthony tvrdí, že název vznikl z počátečního Jam session mezi Hagarem, Smithem a Anthonym: "Na kuřecí noze jsou tři drápy a tam jsme byli tři." Později Anthony uvedl. "Jméno mělo být hovadina, které mělo být použito pouze na chvíli, ale pak se začaly šířit zvěsti o skupině, a tak všichni používaly tento název, pak jsme si pomysleli: 'Serem na to, nazveme ji Chickenfoot'." Druhá deska Chickenfoot, Chickenfoot III byla vydána 27. září 2011.

## Historie
Podle zpěváka Sammyho Hagara: "Chickenfoot začal se mnou, Michaelem Anthonym a Chadem Smithem jamováním v mém klubu, Cabo Wabo, v Mexiku. Pak se nás lidé začali ptát, kdy jedeme na tour, uděláme nahrávky, atd. Tak jsem řekl, že jestli to budeme chtít dělat pořádně, musíme mít kytaristu, takže jsme si zašli promluvit s Joem Satrianim. Pokud jde o mě, on je nejlepší kytarista na světě."
První vystoupení skupiny pohromadě bylo v lednu 2008 na Hagarově koncertu v Las Vegas. Koncert obsahoval set tří skladeb. "Rock and Roll" od Led Zeppelin, "Dear Mr. Fantasy" od Traffic a "Going Down", skladbu, kterou často hráli Hagar a Anthony v jejich jiné skupině, Los Tres Gusanos. Ohledně koncertu se vyjádřil Michael Anthony. "V tu chvíli jsme věděli, že tam byl náboj. Bylo tam spoustu zábavy a okamžité uspokojení z publika bylo skvělé. Rozhodli jsme se udělat další krok a udělat to, co jsme mohli. Lepší, než si to nechat ujít."
Během přestávky v programu Satrianova turné, se čtyři lidé sešli u Hagara doma, aby natočili demo a nakonec natočili celé album ve studiu Skywalker Sound.
Debutové album skupiny, Chickenfoot, bylo vydáno 4. července 2009. Na ten den, natočila skupina Chickenfoot skladbu "Oh Yeah" na The Tonight Show s Conanem O'Brienem. Chickenfoot následně začala tour v Evropě a v Americe.
V říjnu 2009 se Smith znovu spojil s Red Hot Chili Peppers na práci na desátém studiovém albu, to nakonec způsobilo dočasné přerušení aktivit skupiny. Navzdory tomu, skupina se stále objevovala v televizi a znovu zahrála 6. listopadu 2009 skladby "Sexy Little Thing" a "Oh Yeah" v broadcastu Jimmy Kimmel Live (natočeno 5. listopadu 2009). Smith uvedl: "Jistě, ještě bude místo pro práci s těmi kluky. Cítím se trochu špatně - dostáváme všude nabídky, ale letos na podzim se musím vrátit do mého manželství. Chickenfoot je jako moje milenka. Máme dynamiku děje a je velmi organická a přirozená. To se stane, když se to stane. Jsme v pozici, kde se nic nemá nutit dělat - jsme šťastní mít něco, co je zábava dělat." Toto Smith také uvedl v rozhovoru pro MusicRadar.com 24. srpna 2009.
Jako host na VH1 Klasické "That Metal Show" 17. dubna 2010 Joe Satriani uvedl, že se na druhém albu skupiny Chickenfoot pracuje a že on a Hagar měli společně několik psacích zasedání a že se štěstím vyjde v roce 2010. Ve stejném měsíci členové skupiny Chickenfoot nadabovali sami sebe v seriálu Aqua Teen Hunger Force.
6. května 2010 Smith potvrdil, že Chickenfoot budou natáčet druhé album na podzim 2010, po dokončení natáčení alba pro Red Hot Chili Peppers. Přibližně ve stejnou dobu potvrdil Satriani, že řada písní byla napsaná, včetně jedné s názvem "Come Closer", která začíná jednoduše piánem a pěveckým číslem.

## Členové
- Sammy Hagar – zpěv, rytmická kytara
- Joe Satriani – kytara, klávesy, doprovodný zpěv
- Michael Anthony – basová kytara, doprovodný zpěv
- Chad Smith – bicí, perkuse

## Diskografie

### Studiová alba
| Rok  | Detaily alba                                                                | Nejvyšší příčka v žebříčku | Nejvyšší příčka v žebříčku | Nejvyšší příčka v žebříčku | Nejvyšší příčka v žebříčku | Nejvyšší příčka v žebříčku | Nejvyšší příčka v žebříčku | Nejvyšší příčka v žebříčku | Nejvyšší příčka v žebříčku | Nejvyšší příčka v žebříčku | Nejvyšší příčka v žebříčku | Nejvyšší příčka v žebříčku | Nejvyšší příčka v žebříčku | Nejvyšší příčka v žebříčku | Nejvyšší příčka v žebříčku | Zlaté desky (prodej)        |
| Rok  | Detaily alba                                                                | USA                        | CAN                        | AUS                        | FIN                        | GBR                        | SWE                        | NED                        | AUT                        | SWI                        | FRA                        | GER                        | ITA                        | IRL                        | BEL                        | Zlaté desky (prodej)        |
| ---- | --------------------------------------------------------------------------- | -------------------------- | -------------------------- | -------------------------- | -------------------------- | -------------------------- | -------------------------- | -------------------------- | -------------------------- | -------------------------- | -------------------------- | -------------------------- | -------------------------- | -------------------------- | -------------------------- | --------------------------- |
| 2009 | Chickenfoot - Vydáno: 5. června 2009 - Vydavatelství: Redline Entertainment | 4                          | 5                          | 50                         | 36                         | 23                         | 36                         | 25                         | 36                         | 11                         | 67                         | 17                         | 45                         | 55                         | 61                         | US: Gold CAN: Gold EU: Gold |
| 2009 | Chickenfoot III - Vydáno: 27. září 2011                                     | —                          | —                          | —                          | —                          | —                          | —                          | —                          | —                          | —                          | —                          | —                          | —                          | —                          | —                          | —                           |

### Singly
| Rok                           | Název                      | Hot Mainstream Rock Tracks | Album           |
| ----------------------------- | -------------------------- | -------------------------- | --------------- |
| 2009                          | „Oh Yeah“                  | 21                         | Chickenfoot     |
| 2009                          | „Soap on a Rope“           | —                          | Chickenfoot     |
| 2009                          | „Sexy Little Thing“        | 40                         | Chickenfoot     |
| 2010                          | „Get It Up“                | —                          | Chickenfoot     |
| 2010                          | „My Kinda Girl“            | —                          | Chickenfoot     |
| 2011                          | „Big Foot“                 | 33                         | Chickenfoot III |
| 2011                          | „Three and a Half Letters“ | -                          | Chickenfoot III |
| 2012                          | „Different Devil“          | -                          | Chickenfoot III |
| 2013                          | „Something Going Wrong“    | -                          | LV              |
| „—“ znamená, že se neumístila |                            |                            |                 |

### Videa
| Rok  | Název                                     |
| ---- | ----------------------------------------- |
| 2009 | Chickenfoot Deluxe Limited Edition CD+DVD |
| 2010 | Chickenfoot: Get Your Buzz On Live        |